# Reutealis
Reutealis (лат.) — монотипный род деревянистых растений семейства Молочайные (Euphorbiaceae). Включает единственный вид — Reutealis trisperma.

## Описание

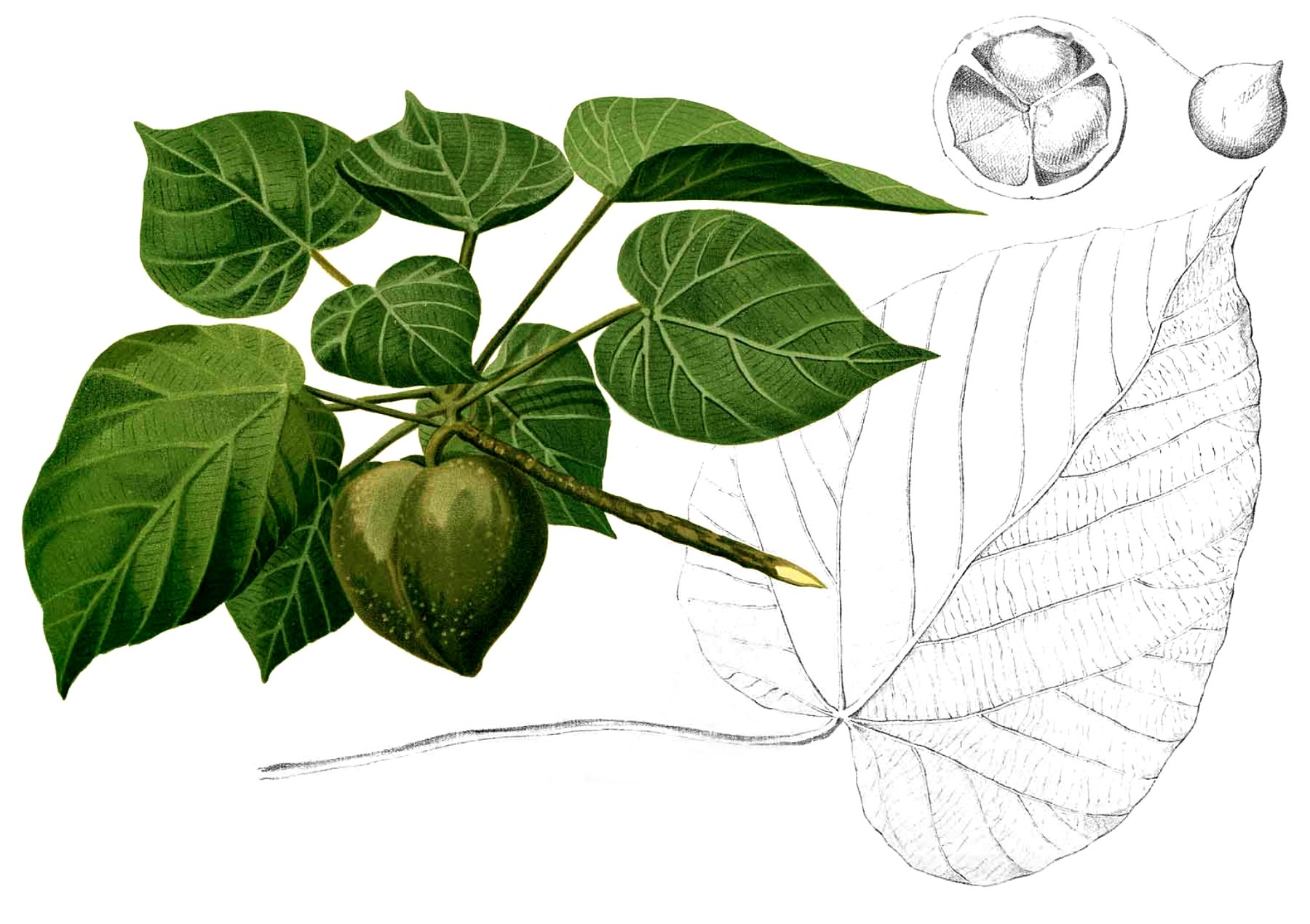

Вечнозелёные деревья, до 15 м высотой. Ствол до 35 см в диаметре (на высоте груди). Листья очерёдные, простые; черешок 14—15 см длиной; листовая пластинка овальная или сердцевидная, 12—14 × 12—13 см, основание обычно глубоко сердцевидное.
Двудомные, иногда однодомные растения. Соцветие конечное. Плод 3—4-семянной. Цветение в апреле, плодоношение в октябре.

## Распространение
Эндемик Филиппин (острова Лусон, Негрос, Минданао), интродуцент в местах культивирования: Китай (Гуандун, Гуанси), Индонезия (Ява), Куба, Доминиканская Республика.

## Синонимы вида
- Aleurites saponarius Blanco (1845)
- Aleurites trispermus Blanco (1837)basionym
- Camerium trispermum (Blanco) Kuntze (1891)